# Lipomyces spencermartinsiae
Lipomyces spencermartinsiae är en svampart som först beskrevs av Van der Walt & M.T. Sm., och fick sitt nu gällande namn av Van der Walt & M.T. Sm. 1997. Lipomyces spencermartinsiae ingår i släktet Lipomyces och familjen Lipomycetaceae.   Inga underarter finns listade i Catalogue of Life.